# Richard Valpy
Richard Valpy est un maître d'école britannique et prêtre de l'Église d'Angleterre né le 7 décembre 1754 et mort le 28 mars 1836.

## Biographie
Valpy est le fils aîné de Richard et Catherine Valpy, né à Jersey. Il est envoyé dans des écoles en Normandie et à Southampton et termine ses études au Pembroke College d'Oxford. En 1777, il est ordonné prêtre. Après avoir obtenu une maîtrise à Bury, en 1781, il devient directeur de la Reading Grammar School, poste qu'il occupe pendant 50 ans. À partir de 1787, il occupe également le presbytère de Stradishall, Suffolk. 
Il est l'auteur de grammaires grecques et latines qui jouissent d'une large diffusion. Son Delectus grec et son Delectus latin sont depuis longtemps familiers aux garçons des écoles publiques. En 1800, ses anciens élèves lui demandent de poser pour un portrait en pied et 30 ans plus tard, à l'occasion de son jubilé, on lui offre un service d'assiette. Mary Russell Mitford parlait de lui comme plus vaniteux qu'un paon.
L'école est en déclin avant la fin de la direction de Valpy. Son successeur est son fils, Francis Valpy (1797-1882), nommé en 1830. Richard Valpy est mort à Londres. Il est enterré dans un mausolée devant la chapelle principale du cimetière de Kensal Green.
Une statue est érigée dans l'église Saint-Laurent pour le commémorer.
Il est également le père de l'imprimeur et éditeur Abraham John Valpy (en) et du pionnier néo-zélandais William Henry Valpy (en).